# Federación Argentina de Yachting
La Federación Argentina de Yachting (FAY) según el artículo 1 de sus estatutos, 

Es una asociación civil constituida por las entidades afiliadas y que se afilien en la misma y podrán ser: Clubes Náuticos; Asociaciones de Handicap o de Propietarios de Yates de Regatas; y Asociaciones Regionales; todos los que deberán cumplimentar los requisitos que establece este Estatuto. Tiene su domicilio legal en la Ciudad de Buenos Aires; y representaciones en cualquier punto de la República y del exterior.

Tutela los intereses generales del deporte que fomenta, en su carácter de Autoridad Nacional Argentina ante la International Sailing Federation.

## Historia
El 20 de octubre de 1922 se fundó la Federación Argentina de Yachting por las entidades Tigre Sailing Club, Yacht Club Río de la Plata, Club Náutico San Isidro, Club Náutico San Pedro, Club Náutico Belgrano y Confederación Argentina de Deportes, y el 14 de mayo de 1928 la Unión Nacional de Yachting de Carrera por los clubes Yacht Club Argentino y Club Náutico Olivos.
Estas dos organizaciones coexisten con funcionamiento independiente y paralelo hasta el 3 de noviembre de 1930, cuando se liquida la Federación Argentina de Yachting. La Unión Nacional de Yachting de Carrera cambia su denominación a Federación Argentina de Yachting de Carrera el 19 de julio de 1934 y, finalmente, al actual nombre de Federación Argentina de Yachting el 21 de septiembre de 1970.